# Paszkiwci (hromada Lisowi Hryniwci)
Paszkiwci (ukr. Пашківці, hist. pol. Paszkowce) – wieś na Ukrainie, w obwodzie chmielnickim, w rejonie chmielnickim, w hromadzie Lisowi Hryniwci. W 2001 liczyła 468 mieszkańców, spośród których 457 wskazało jako ojczysty język ukraiński, 8 rosyjski, 1 ormiański, 1 polski, a 1 inny.